# یاکوو مدیچ
یاکوو مدیچ (انگلیسی: Jakov Medić؛ زادهٔ ۷ سپتامبر ۱۹۹۸) بازیکن فوتبال اهل کرواسی است.
وی همچنین در تیم ملی فوتبال زیر ۲۳ سال کرواسی بازی کرده‌است.